# Darko Lemajić
 (février 2024).
 (février 2024).
Si vous disposez d'ouvrages ou d'articles de référence ou si vous connaissez des sites web de qualité traitant du thème abordé ici, merci de compléter l'article en donnant les références utiles à sa vérifiabilité et en les liant à la section « Notes et références ».
Darko Lemajić (serbe : Дарко Лемајић), né le 20 août 1993 à Belgrade en République fédérale de Yougoslavie, est un footballeur serbe.

## Biographie

### FK Inđija
Né à Belgrade, Lemajić fait ses débuts sous le maillot d'Inđija, lors de la dernière rencontre de la Prva liga Srbije 2009-2010, disputée le 6 juin 2010 contre le FK Zemun. Le 20 novembre 2010, il dispute son premier match de Super liga Srbije lors de la saison 2010-2011, contre le FK Vojvodina. Il joue également trois autres matchs pour la saison. Après la relégation du club en Prva liga Srbije pour la saison suivante à nouveau, Lemajić joue 21 matchs de championnat et deux matchs de coupe, marquant quatre buts dans les deux compétitions.
Il est lié au Grasshopper, et est à l'essai avec un autre club en Suisse, le FC Aarau. Bien qu'il ait également été repéré par le club italien de Parme, Lemajić reste à Inđija. Comme la saison précédente, il dispute 21 matchs lors de la saison 2012-2013 de la Prva liga Srbije et marque trois buts, mais joue également un seul match de coupe pour la saison. Au cours de la saison 2013-2014, Lemajić dispute 27 matchs de championnat, marquant 9 buts. Cette saison-là, il deviendra meilleur buteur de l'équipe et l'un des joueurs les plus importants pour la survie du club en Prva liga Srbije. Lemajić commence également la saison 2014-2015 en tant que capitaine de l'équipe première. Il inscrit les deux buts lors du match d'ouverture pour une victoire 2-0 à domicile contre le FK Sloboda Užice. Au cours de la première demi-saison, il marque cinq buts sur 10 matchs, manquant une certaine période en raison de blessures. Après avoir passé toute l'année 2015 avec le FK Napredak Kruševac, Lemajić revient dans son club d'origine début 2016 en prêt jusqu'à la fin de la saison 2015-2016 de Prva liga Srbije. Il prolonge également son prêt à l'été 2016 pour une durée de six mois, et reste avec Inđija jusqu'à la fin de 2016. À l'intersaison de la trêve hivernale, Lemajić est transféré au FK Inđija.

### Napredak Kruševac
Lemajić rejoint le Napredak Kruševac au début de l'année 2015. Au cours de la première année qu'il passe avec le club, Lemajić est surtout utilisé comme réserviste. Au cours de la seconde moitié de la saison 2014-2015, il marque deux buts en 13 matches de championnat et participe également aux deux barrages, après lesquels le Napredak est relégué en Prva liga Srbije. Le reste de l'année, Lemajić inscrit un but en Prva liga Srbije en 11 sélections. Il joue également deux matchs de coupe, contre Moravac Mrštane où il marque deux buts et est nommé homme du match. Pendant l'intersaison de la trêve hivernale, Lemajić est prêté à Inđija. Il revient de prêt à l'été 2016 et commence la saison 2016-2017 de Super liga Srbije avec le Napredak Kruševac, mais part ensuite pour un nouveau prêt de six mois à Inđija. En janvier 2017, Lemajić résilie son contrat et quitte le club.

### Riga FC
Le 25 juin 2017, Lemajić signe pour le club letton du Riga FC. Il devient le meilleur buteur de la Virslīga 2018, marquant 15 buts en 24 matchs. Le Serbe aide Riga à remporter le championnat et la Coupe de Lettonie pour la première fois dans l'histoire du club.

### RFS
En juin 2019, Lemajić rejoint le FK RFS.

### La Gantoise
Le 24 août 2021, le Serbe signe un contrat de 2 ans pour le club belge de La Gantoise.

## Statistiques
| Saison  | Club                 | Compétition      | Compétition | Compétition | Compétition | Coupe    | Coupe | Coupe | International | International | International | Total   | Total | Total |
| Saison  | Club                 | Compétition      | matches.    | buts.       | Ass.        | matches. | buts. | Ass.  | matches.      | buts.         | Ass.          | matches | buts  | Ass.  |
| ------- | -------------------- | ---------------- | ----------- | ----------- | ----------- | -------- | ----- | ----- | ------------- | ------------- | ------------- | ------- | ----- | ----- |
| 2009/10 | FK Inđija            | Prva Liga Srbije | 1           | 0           | 0           | 0        | 0     | 0     | —             | —             | —             | 1       | 0     | 0     |
| 2010/11 | FK Inđija            | Prva Liga Srbije | 4           | 0           | 1           | 0        | 0     | 0     | —             | —             | —             | 4       | 0     | 1     |
| 2011/12 | FK Inđija            | Prva Liga Srbije | 21          | 3           | 0           | 2        | 1     | 0     | —             | —             | —             | 23      | 4     | 0     |
| 2012/13 | FK Inđija            | Prva Liga Srbije | 21          | 3           | 0           | 1        | 0     | 0     | —             | —             | —             | 22      | 3     | 0     |
| 2013/14 | FK Inđija            | Prva Liga Srbije | 25          | 7           | 0           | 0        | 0     | 0     | —             | —             | —             | 25      | 7     | 0     |
| 2014/15 | FK Inđija            | Prva Liga Srbije | 9           | 5           | 0           | 1        | 0     | 0     | —             | —             | —             | 10      | 5     | 0     |
| Total   | Total                | Total            | 81          | 18          | 1           | 4        | 1     | 0     | 0             | 0             | 0             | 85      | 19    | 1     |
| 2014/15 | FK Napredak Kruševac | Prva Liga Srbije | 15          | 2           | 1           | 0        | 0     | 0     | —             | —             | —             | 15      | 2     | 1     |
| 2015/16 | FK Napredak Kruševac | Prva Liga Srbije | 11          | 1           | 0           | 1        | 2     | 0     | —             | —             | —             | 12      | 3     | 0     |
| Total   | Total                | Total            | 26          | 3           | 1           | 1        | 2     | 0     | 0             | 0             | 0             | 27      | 5     | 1     |
| 2015/16 | FK Inđija            | Prva Liga Srbije | 8           | 4           | 0           | 0        | 0     | 0     | —             | —             | —             | 8       | 4     | 0     |
| Total   | Total                | Total            | 89          | 22          | 1           | 4        | 1     | 0     | 0             | 0             | 0             | 93      | 23    | 11    |
| 2016/17 | FK Napredak Kruševac | Prva Liga Srbije | 2           | 0           | 0           | 0        | 0     | 0     | —             | —             | —             | 2       | 0     | 0     |
| Total   | Total                | Total            | 28          | 3           | 1           | 1        | 2     | 0     | 0             | 0             | 0             | 29      | 5     | 1     |
| 2016/17 | FK Inđija            | Prva Liga Srbije | 21          | 7           | 0           | 0        | 0     | 0     | —             | —             | —             | 21      | 7     | 0     |
| Total   | Total                | Total            | 110         | 29          | 1           | 4        | 1     | 0     | 0             | 0             | 0             | 114     | 30    | 1     |
| 2016    | Riga FC              | Virsliga         | 0           | 0           | 0           | 3        | 3     | 0     | —             | —             | —             | 3       | 3     | 0     |
| 2017    | Riga FC              | Virsliga         | 8           | 3           | 0           | 2        | 0     | 0     | —             | —             | —             | 10      | 3     | 0     |
| 2018    | Riga FC              | Virsliga         | 24          | 15          | 1           | 0        | 0     | 0     | 2             | 0             | 0             | 26      | 15    | 1     |
| 2019    | Riga FC              | Virsliga         | 10          | 5           | 1           | 0        | 0     | 0     | —             | —             | —             | 10      | 5     | 1     |
| Total   | Total                | Total            | 42          | 23          | 2           | 5        | 3     | 0     | 2             | 0             | 0             | 49      | 26    | 2     |
| 2019    | FK RFS               | Virsliga         | 13          | 10          | 1           | 4        | 5     | 1     | 2             | 1             | 0             | 19      | 16    | 2     |
| 2020    | FK RFS               | Virsliga         | 17          | 5           | 7           | 2        | 4     | 0     | 1             | 0             | 0             | 20      | 9     | 7     |
| 2021    | FK RFS               | Virsliga         | 11          | 5           | 1           | 0        | 0     | 0     | 6             | 5             | 1             | 17      | 10    | 2     |
| Total   | Total                | Total            | 41          | 20          | 9           | 6        | 9     | 1     | 9             | 6             | 1             | 56      | 35    | 11    |
| 2021/22 | KAA La Gantoise      | Eerste klasse A  | 19          | 4           | 0           | 2        | 0     | 0     | 3             | 1             | 0             | 24      | 5     | 0     |
| Total   | Total                | Total            | 19          | 4           | 0           | 2        | 0     | 0     | 3             | 1             | 0             | 24      | 5     | 0     |
| TOTAL   | TOTAL                | TOTAL            | 240         | 79          | 13          | 18       | 15    | 1     | 14            | 7             | 1             | 272     | 101   | 15    |